# Биймурзаев, Нурадил Гусейнович
Нурадил Гусейнович Биймурзаев (15 сентября 1995, с. Геметюбе, Бабаюртовский район, Дагестан, Россия) — российский кикбоксер, боксёр, представитель полулёгкой весовой категории.

## Карьера
Занимался в родном селе у Чингиз Нурмагомедова. В 2012 году под  руководством Ахмеда Ахмедова в Братиславе стал победителем первенства мира среди юниоров (16-17 лет). В конце апреля 2019 года в Самаре стал серебряным призёром чемпионата России по кикбоксингу. В сентябре 2019 года в Сургуте стал чемпионом УФО по кикбоксингу. В декабре 2020 года в Москве стал первым во Всероссийском мастерском турнире по боксу класса «А» памяти Николая Королёва. Приказом Министерства спорта РФ № 128-нг от 29.10.2021 ему было присвоено звание мастер спорта России по боксу.

## Достижения
- Чемпионат России по кикбоксингу 2019 —

## Личная жизнь
Является уроженцем села Геметюбе. По национальности — ногаец.